# 謝宗明
謝宗明（1523年—1562年），字子誠，號葛山，浙江紹興府會稽縣人，民籍，明朝政治人物。

## 生平
己酉科（1549年）浙江鄉試第四十七名舉人。嘉靖三十五年（1556年）中式丙辰科二甲第十五名進士。都察院观政，授刑部主事，三十九年升员外，四十年升陕西佥事，四十一年卒。

## 家族
曾祖謝會，貢士；祖父謝敬；父謝綬，贈刑部主事；母王氏，贈安人；繼母黃氏，封太安人。弟宗文、宗皋。